# Dunkehalla kapell
Dunkehalla kapell är ett kapell i Jönköping i Sverige. Det används vanligtvis som gravkapell för Dunkehalla kyrkogård. Arkitekt var Fredrik Sundbärg, och kapellet byggdes 1897-1898 och renoverades 1992.